# Gočaltovo

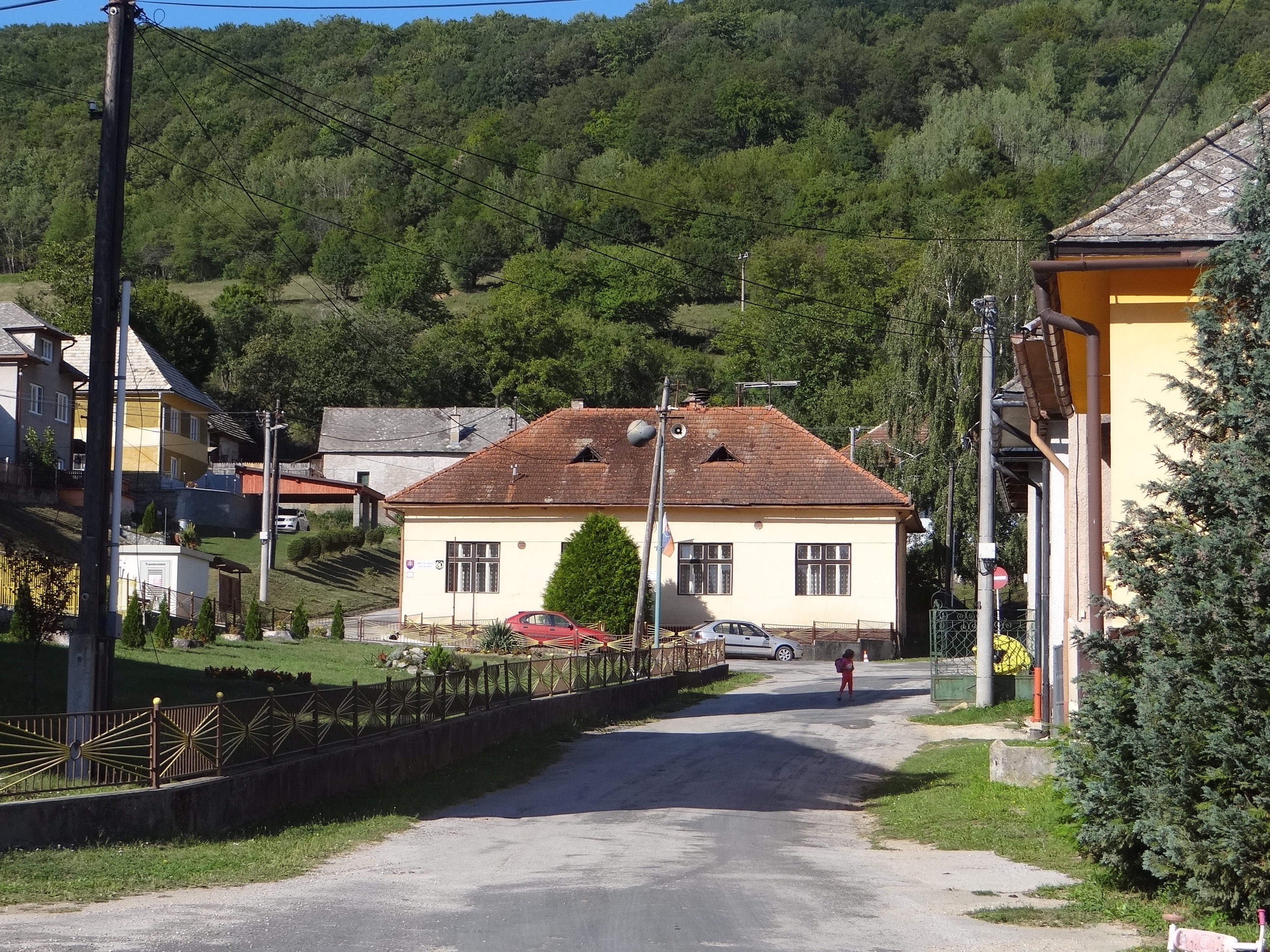

Gočaltovo – wieś (obec) na Słowacji położona w kraju koszyckim, w powiecie Rożniawa. Miejscowość znajduje się na południowym krańcu Pogórza Rewuckiego (Revucká vrchovina), na równinie nad lewym brzegiem Gočaltovskiego Potoku.
Pierwsze wzmianki o miejscowości pochodzą z roku 1318. 
Według danych z dnia 31 grudnia 2012, wieś zamieszkiwało 247 osób, w tym 114 kobiet i 133 mężczyzn.
W 2001 roku pod względem narodowości i przynależności etnicznej 97,57% mieszkańców stanowili Słowacy, a 2,43% Węgrzy.
Ze względu na wyznawaną religię struktura mieszkańców kształtowała się w 2001 roku następująco:
- Katolicy rzymscy – 6,88%
- Grekokatolicy – 1,62%
- Ewangelicy – 61,13%
- Husyci – 0,4%
- Ateiści – 27,94%
- Nie podano – 0,4%